# Bitka na Leškom polju
Bitka na Leškom polju bio je niz ratnih okršaja u razdoblju od 10. do 12. kolovoza 955. godine, tijekom kojih su istočnofranačko-češke snage pod vodstvom istočnofranačkog (njemačkog) kralja Otona I. razbile mađarsku vojsku predvođenu vođama Bulcsom i poglavicama Lei i Surom. Kao posljedica ovog poraza, prestale su daljnje mađarske provale u srednju i zapadnu Europu. 

## Kontekst
Mađari su nomadski i konjanički narod porijeklom s Urala, koji je prošao kroz Pontsku stepu te se oko 895. godine pojavio na području Panonske nizine, unutar karpatskog luka. Tijekom idućih šezdeset godina, u svojim su pljačkaškim pohodima poharali: Velikomoravsku Kneževinu, koju su uništili 907, karolinške posjede; njemačke zemlje te područja sve do juga Italije, nakon čega bi se vraćali nazad s ogromnim količinama plijena i roblja. U Hrvatsku, kojom je tada vladao Tomislav, provalili su 914. i 921. godine, ali ih je hrvatski vladar natjerao natrag na ranije osvojeno područje Panonske nizine, pri čemu se 917. zametnula bitka na području rijeke Drave u kojoj su Hrvati pobijedili.
Tadašnjim srednjovjekovnim vladarima valjalo se oduprijeti takvoj vrsti protivnika kroz odlučujuću bitku u kojoj bi ih se jednom za svagda prisililo na pregovore.

## Bitka
Mađari su tijekom lipnja / srpnja 955. godine poharali Bavarsko Vojvodstvo hordom koju je činilo desetak tisuća lakih konjanika, pješaka i opsadnih sprava, želeći tako privući na sebe glavnu njemačku vojsku, koju su željeli uništili u bitci na otvorenom polju. Potom su opsjeli grad Augsburg. 
Kako bi razbio opsadu Augsburga, njemački kralj Oton, krenuo je ususret Mađarima sa svojih osam tisuća teških konjanika razdijeljenih u tri legije. 
Dok se Otonova vojska približavala gradu, iznenadni mađarski prepad uništio je Otonovu češku odstupnicu. Mađari su zatim zaustaviti napredovanje kako bi opljačkali njemački tabor, pa je vojvoda Konrad Crveni od Lotaringije poveo protujuriš svog teškog konjaništva kako bi rastjerao Mađare. Kralj Oton je zatim poveo svoju vojsku ususret glavnoj mađarskoj vojsci pod Augsburgom. Njemačko je teško konjaništvo razbilo mađarsku laku konjicu u borbama prsa u prsa, nakon čega su se Mađari organizirano povukli. Oton se, pak, nije odmah upustio u potjeru za njima, već se vratio za Augsburg. Tamo je prenoćio, te odaslao glasnike na sve strane, kako bi pozvao sve raspoložive njemačke snage da se priključe blokadi prijelaza rijeka, što bi Mađarima blokiralo povratak u njihovu domovinu. Dana 11. i 12. kolovoza, raniji mađarski neuspjeh pretvorio se u katastrofu, kada su žestoke kiše i poplave usporile njihovo povlačenje, a Nijemcima omogućile da ih dostignu i unište. Vođe mađarske vojske bili su uhvaćeni živi a zatim odvedeni u Augsburg i obješeni.

## Epilog
Poraz u Bitci na Leškom polju 955. godine prisilio je Mađare na prestanak pljačkaških pohoda po srednjoj i zapadnoj Europi. Dinastija Arpadovića potom je pokušala organizirati državu, naseliti mađarska plemena te prihvatiti kršćanstvo. Godine 1001., mađarski vođa, rodnoga imena Vajk, pod papinim je pokroviteljstvom pokršten i okrunjen za kralja uzevši ime Stjepan I. Krunidba kralja Stjepana, bila je kraj nomadskog razdoblja mađarske povijesti te je označila početak Ugarskog Kraljevstva.